# 玻利維亞國徽
2009年憲法規定印加徽（西班牙語：wiphala）與纹章（西班牙語：escudo de armas）同是玻利維亞國家符號。玻利維亞肩章中央圖案為橢圓形盾徽，繪有高山和礦坑入口，有太陽在山後。平原上有羊駝、小麥和樹。外環書有國名，下面有十顆星，代表了現有九個省和在1879年在與智利的战争中失去的、玻利維亞唯一的沿海省份。後為國旗、大炮、步槍、斧頭和自由之帽。橢圓形上方有月桂和橄欖枝條，以及振翅中的安地斯神鷹。

历史国徽
玻利维亚的第一版国徽，原名为玻利瓦尔共和国，以纪念西蒙·玻利瓦尔。
玻利维亚第二版国徽于1826年采用。
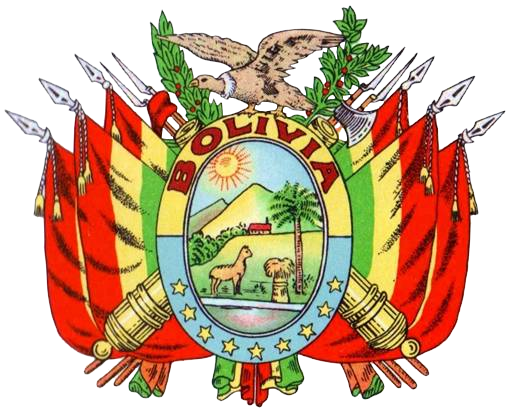
玻利维亚第三版国徽，于1888年采用。
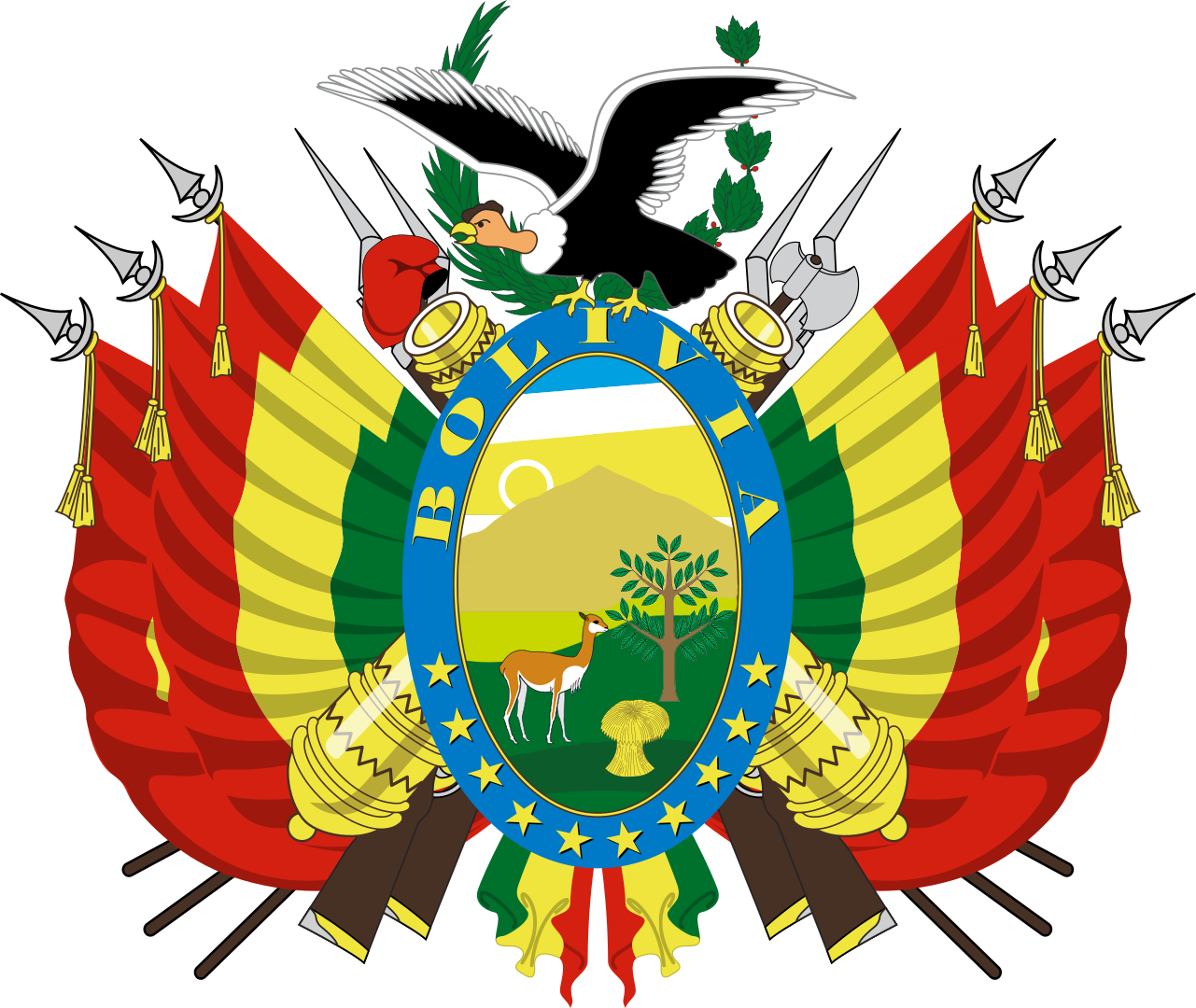
1961年，第三版国徽进行了修改，增加了第十颗星。
玻利维亚第四版国徽，2004年采用。[2]

图例
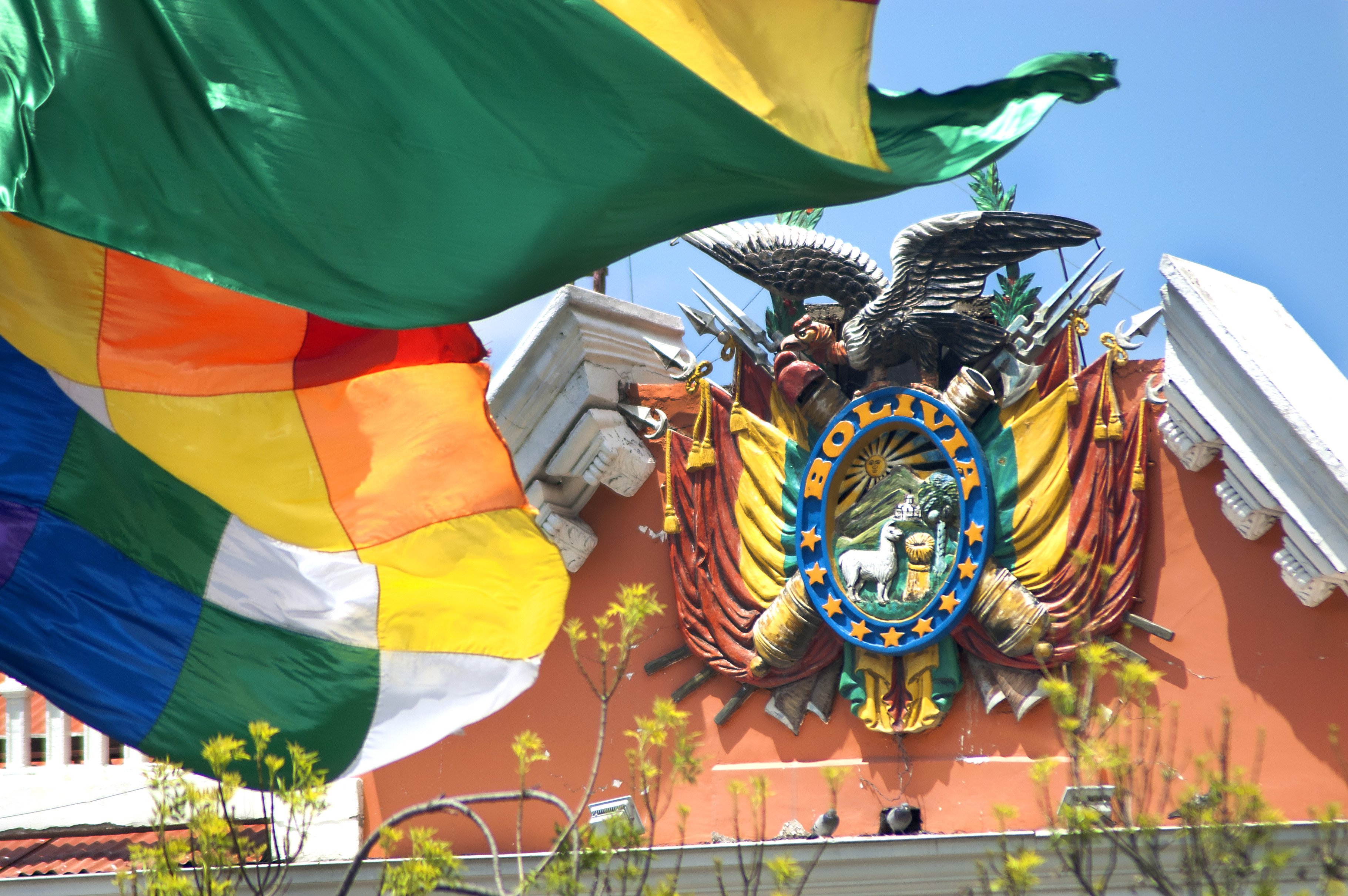
玻利维亚国徽位于首都拉巴斯的政府宫顶
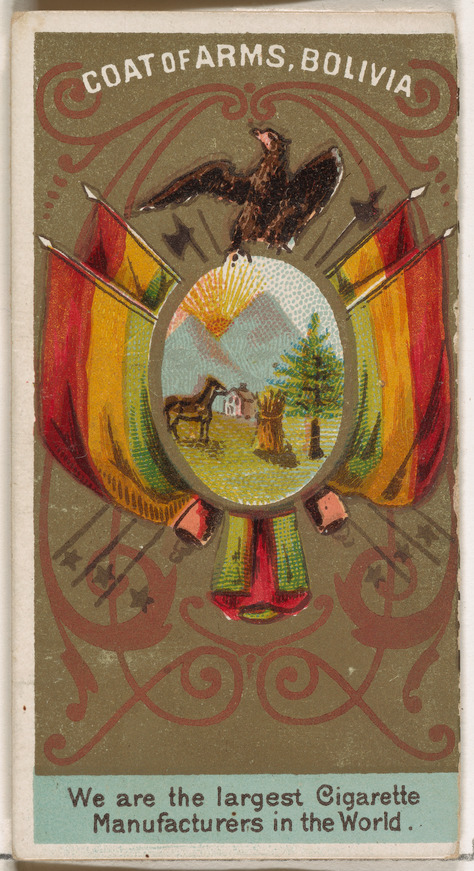
1888年香烟卡上的玻利维亚国徽，省略了月桂树枝和自由帽
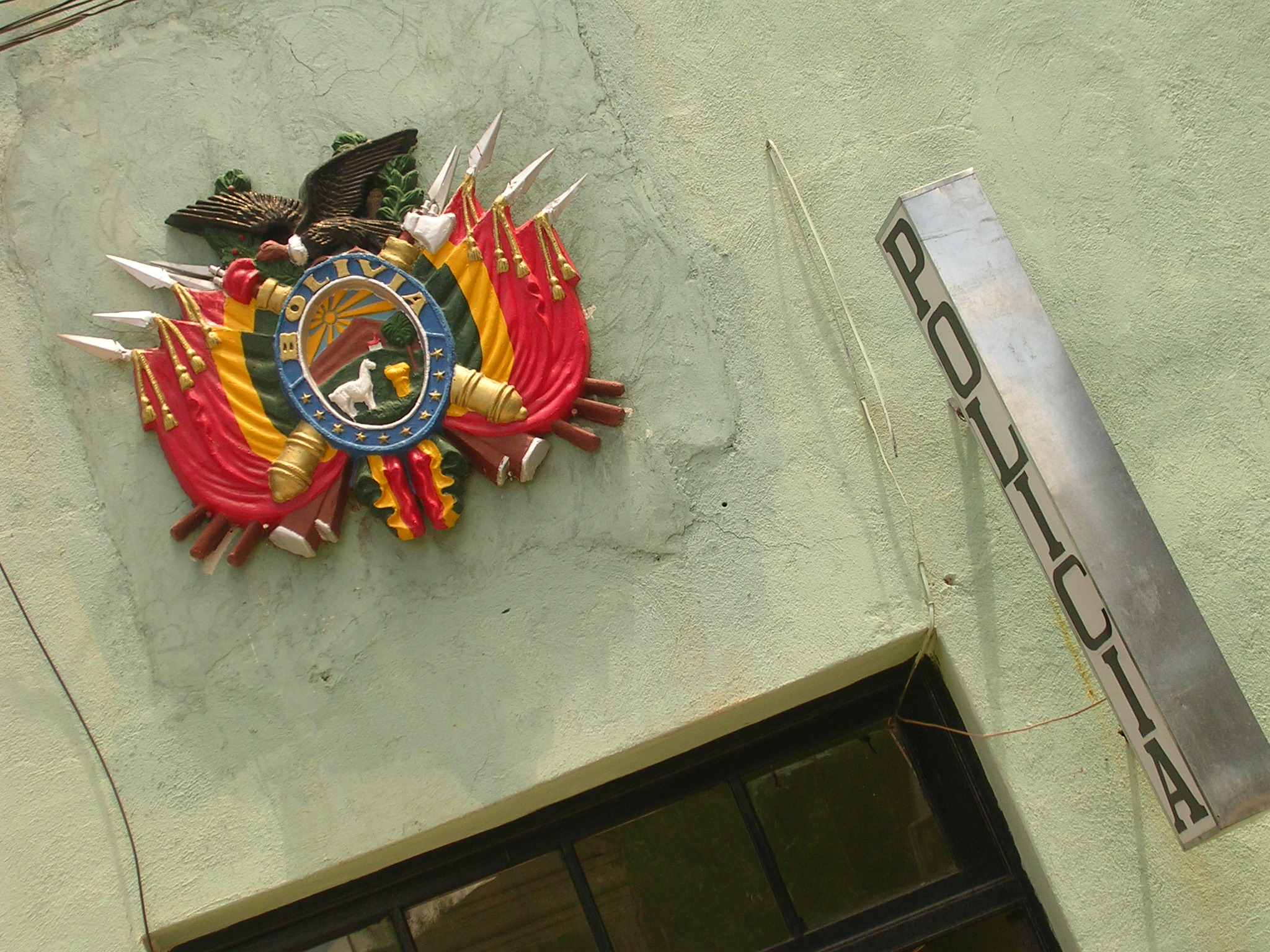
图皮萨市警察局内的玻利维亚国徽。
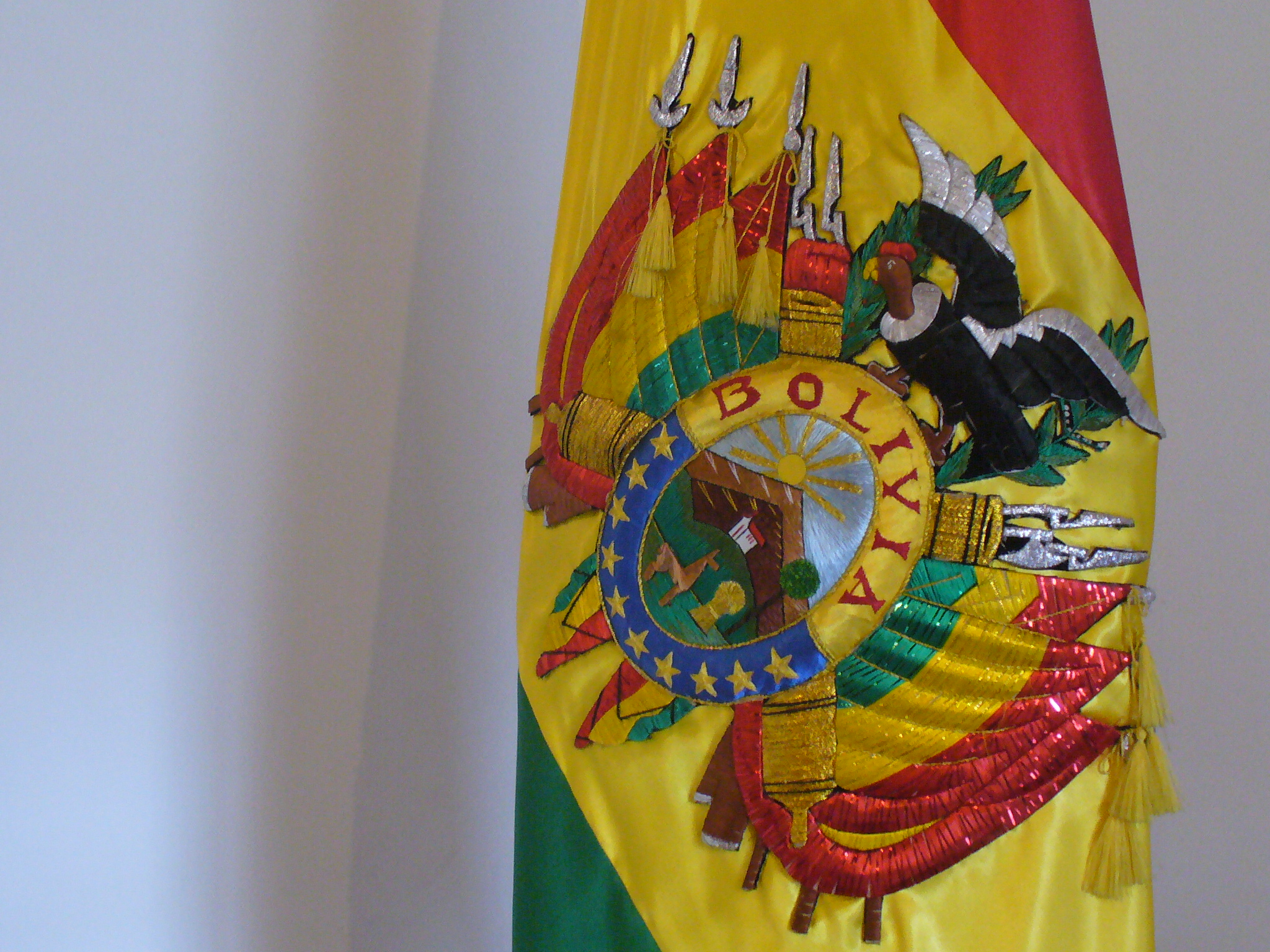
玻利维亚国旗上的国徽。